# Aida
Aida è un'opera in quattro atti di Giuseppe Verdi, su libretto di Antonio Ghislanzoni, basata su un soggetto originale dell'archeologo francese Auguste Mariette, primo direttore del Museo Egizio del Cairo. 
Isma'il Pascià, khedivè d'Egitto, commissionò a Verdi un inno o un'opera per celebrare l'apertura del Canale di Suez (1869), offrendogli un compenso di 80.000 franchi; nell'ambito delle stesse celebrazioni era stato inaugurato il Teatro khediviale dell'Opera del Cairo con una rappresentazione di Rigoletto. Verdi però declinò la proposta sostenendo, come era solito fare, di non essere uso a scrivere musica d'occasione o di circostanza, e dicendosi anche non disposto ad affrontare un lungo viaggio per mare per recarsi in un paese lontano. Ma il khedivè, determinato ad ottenere un'opera originale di un celebre maestro europeo, insistette col compositore italiano, riservandosi però (in caso di definitivo rifiuto) di rivolgere l'offerta a Charles Gounod o a Richard Wagner. Incaricato della trattativa fu l'egittologo Auguste Mariette, il quale a sua volta si rivolse come intermediario a Camille du Locle, direttore dell'Opéra-Comique e già autore del libretto di Don Carlos. Mariette scrisse a du Locle: «Ciò che il Viceré vuole è un'opera egiziana esclusivamente storica. Le scene saranno basate su descrizioni storiche, i costumi saranno disegnati avendo i bassorilievi dell'alto Egitto come modello» e gli fornì uno "scenario" da lui approntato (e apocrifamente attribuito allo stesso khedivè), ossia il soggetto in cui erano delineate la trama e le situazioni dell'opera; du Locle, prima di sottoporlo a Verdi, lo ampliò sensibilmente, stendendo di fatto l’intero piano dell’opera.
Lo scetticismo iniziale di Verdi fu vinto infine dall'opera di persuasione di Mariette e du Locle, che esclusero la necessità che il maestro si dovesse recare di persona in Egitto, proponendogli di realizzare le prove a Parigi o Milano. A convincerlo definitivamente fu però la lettura dello "scenario", che trovò «ben fatto» e «splendido di mise en scene»; come condizioni impose un completo controllo sulla realizzazione del libretto, sull'allestimento e sulla scelta del cast. Il compenso fu pattuito alla considerevole cifra di 150.000 franchi. La prima, concordata per il gennaio 1871, fu ritardata a causa dell'assedio prussiano a Parigi durante la guerra franco-prussiana, che impedì l'accesso ai laboratori dell'Opéra dove erano stati realizzati costumi e scenografie. Alla prima del Cairo colpì l'utilizzo, nella Marcia trionfale, di lunghe trombe ispirate alle trombe egiziane o alle buccine romane (« [...] com'erano le Trombe nei tempi antichi»), appositamente ricostruite per l'occasione secondo un probabile schema di strumento antico, con la licenza di un unico pistoncino nascosto da un panno a forma di vessillo o gagliardetto.

## Storia delle interpretazioni

### La prima al Cairo e il successo iniziale in Italia

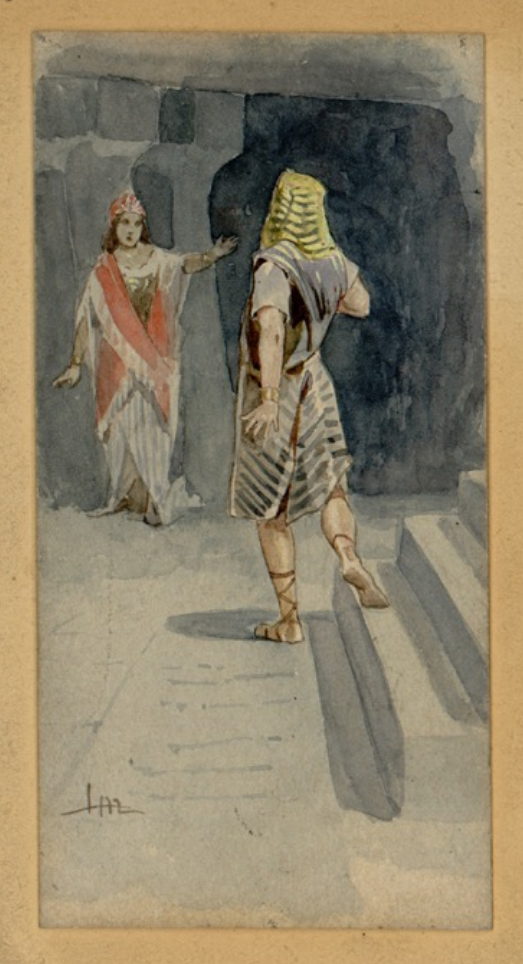
Radamès (Giuseppe Fancelli) e Aida (Teresa Stolz) nell'atto 4, scena 2 alla prima europea del 1872 a La Scala (dipinto di Leopoldo Metlicovitz)

Originariamente, Verdi scelse di scrivere un breve preludio all'inizio del primo atto. Per l'allestimento del 1872 a Milano pensò di sostituirlo con una sinfonia, appositamente composta: tuttavia all'ultimo momento decise di non far eseguire questa sinfonia a causa – secondo quanto ammise egli stesso – della sua "pretenziosa insipidezza". Questa sinfonia è stata eseguita da Arturo Toscanini con la NBC Symphony Orchestra il 30 marzo 1940, senza inciderla, e in tempi recenti da John Eliot Gardiner e da Riccardo Chailly, che l'ha registrata nel 2003. 
La prima rappresentazione di Aida avvenne al Cairo il 24 dicembre 1871, riscuotendo grandi consensi. Più volte l’esecuzione fu interrotta dagli applausi e dall’entusiasmo del pubblico:
I costumi e gli accessori per la prima sono stati disegnati da Auguste Mariette, che ha anche curato il disegno delle scene (realizzate dai pittori di scena dell'Opéra di Parigi Auguste-Alfred Rubé e Philippe Chaperon per gli atti 1 e 4, Édouard Desplechin e Jean-Baptiste Lavastre per gli atti 2 e 3, e poi spediti nella capitale egiziana). Anche se Verdi non partecipò alla prima, era molto insoddisfatto del fatto che il pubblico fosse composto solamente da personalità, politici e critici invitati. Anche per questo, oltre che per il fatto di non averne potuto seguire l'allestimento in prima persona, considerava decisiva la prima italiana (ed europea), tenutasi alla Scala di Milano l'8 febbraio 1872.
Verdi aveva anche scritto il ruolo di Aida per la voce di Teresa Stolz, che la cantò per la prima volta alla prima milanese. Il compositore aveva chiesto al fidanzato della cantante, Angelo Mariani, di dirigere la prima del Cairo, ma lui rifiutò. Così la scelta cadde su Giovanni Bottesini, provocando in un primo tempo una reazione negativa di Verdi, che non lo riteneva all’altezza; tuttavia il grande lavoro fatto da Bottesini con l’orchestra, composta da soli cinquanta elementi, convinse il compositore dopo il successo della prima. L'interprete di Amneris a Milano, Maria Waldmann, era la sua favorita per il ruolo e continuerà a interpretare il personaggio in tutti gli allestimenti seguiti da Verdi, fino a che non si ritirò dalle scene nel 1876.
Anche a Milano Aida fu accolta con grande entusiasmo. In seguito fu allestita nei principali teatri d'opera di tutta Italia, tra cui il Teatro Regio di Parma (20 aprile 1872, il cui allestimento fu seguito da Verdi in persona), il Teatro di San Carlo di Napoli (30 marzo 1873, anch'essa seguita da Verdi in persona), La Fenice di Venezia (11 giugno 1873), il Teatro Regio di Torino (26 dicembre 1874), il Teatro Comunale di Bologna (30 settembre 1877, con Giuseppina Pasqua nel ruolo di Amneris e Franco Novara in quello del Re) e il Teatro Costanzi di Roma (8 ottobre 1881, con Theresa Singer come Aida e Giulia Novelli come Amneris), tra gli altri

### Esibizioni del XIX secolo
- Teatro di São Carlos, Lisbona: 1878, prima 6, febbraio e marzo (24 rappresentazioni), cantata in italiano, con Teresa Brambilla-Ponchielli (Aida), Marietta Biancolini (Amneris), Giuseppe Fancelli (Radames), Gottardo Aldighieri (Amonasro), Tommaso della Costa (Ramfis), Luigi Magnani (Re), Carlo Ziliani (Messagero), Mº Rafael Kuon.
- Palais Garnier, Parigi: 22 marzo 1880, cantata in francese, con Gabrielle Krauss (Aida), Rosine Bloch (Amneris), Henri Sellier (Radames), Victor Maurel (Amonasro), Georges-François Menu (il Re), e Augusto Boudouresque (Ramfis)[12]
- Metropolitan Opera, New York: 12 novembre 1886, diretto da Anton Seidl, con Therese Herbert-Förster (moglie di Victor Herbert) nel ruolo della protagonista, Carl Zobel nel ruolo di Radamès, Marianne Brandt nel ruolo di Amneris, Adolf Robinson nel ruolo di Amonasro, Emil Fischer nel ruolo di Ramfis e Georg Sieglitz in quello del re[11]
- Rio de Janeiro: 30 giugno 1886, Theatro Lyrico Fluminense. Durante le prove ci fu una lite in corso tra gli interpreti della compagnia d'opera itinerante italiana e il direttore locale, con il risultato che i sostituti del direttore d'orchestra furono respinti dal pubblico. Arturo Toscanini, all'epoca un violoncellista di 19 anni che era assistente coro, fu persuaso a prendere il testimone per la rappresentazione. Toscanini condusse l'intera opera a memoria, con grande successo. Questo fu l'inizio della sua brillante carriera[13].

### Esibizioni del XX secolo e oltre
Una versione completa dell'opera è stata realizzata a New York nel 1949. Diretta da Toscanini con Herva Nelli nel ruolo di Aida e Richard Tucker in quello di Radamès, è stata trasmessa in televisione sulla rete televisiva NBC. A causa della lunghezza, l'opera è stata divisa in due trasmissioni televisive, conservate su kinescope e successivamente pubblicato in video da RCA e Testament. La parte audio della trasmissione, compresi alcuni rifacimenti nel giugno del 1954, fu pubblicata su LP e CD da RCA Victor. Altre performance degne di nota di questo periodo includono una performance del 1955 di Tullio Serafin con Maria Callas interprete di Aida e Richard Tucker come Radamès e uno spettacolo del 1959 diretto da Herbert von Karajan con Renata Tebaldi nei panni di Aida e Carlo Bergonzi nel ruolo di Radamès.

## Organico della prima assoluta e di quella europea

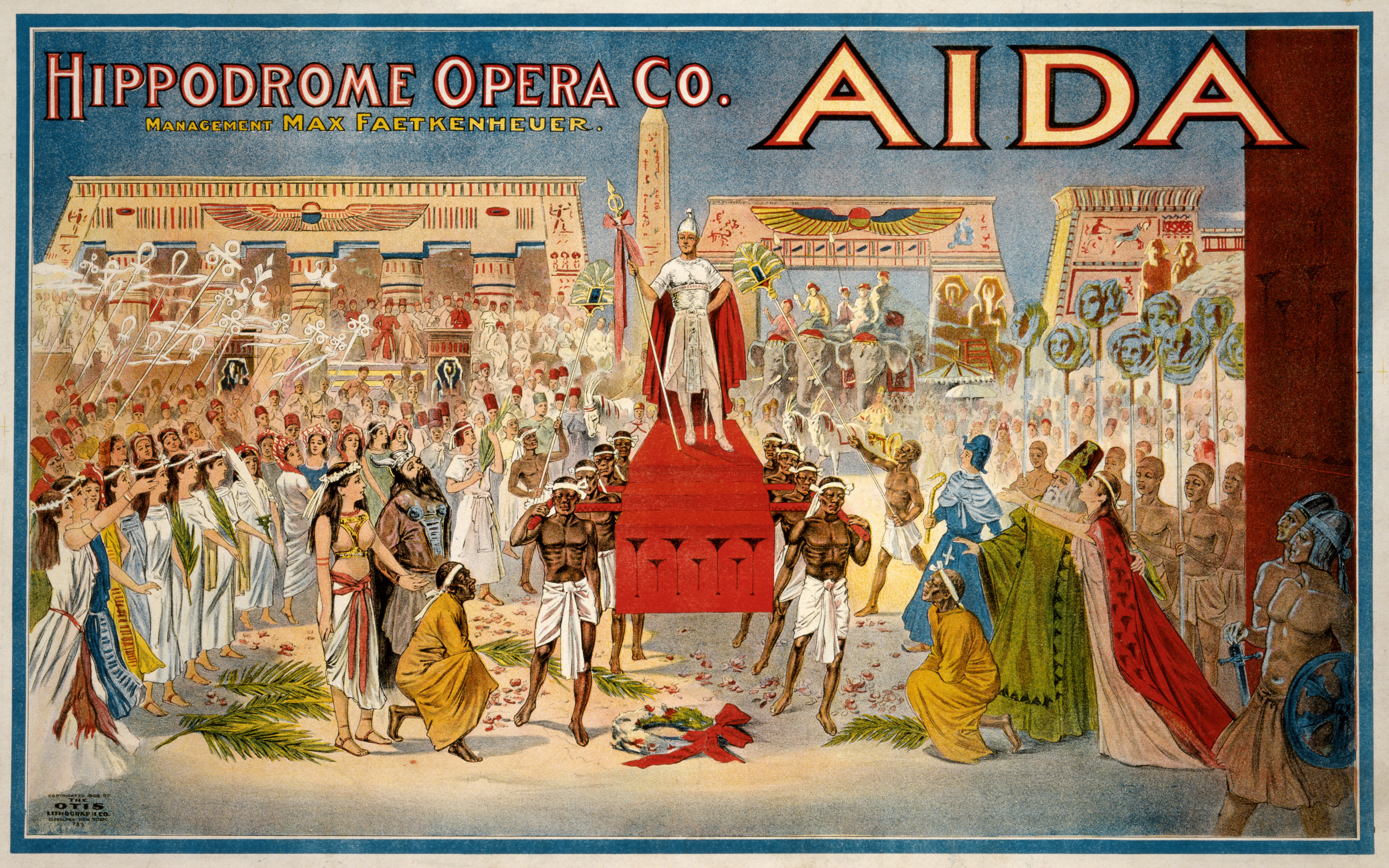
Locandina per una rappresentazione della Hippodrome Opera Company a Cleveland (1908)

| Personaggio           | Interprete (Il Cairo)                                                                                     | Interprete (Milano)  | Tipologia vocale |
| --------------------- | --- | -------------------- | ---------------- |
| Aida                  | Antonietta Pozzoni Anastasi                                                                               | Teresa Stolz         | soprano          |
| Il Re d'Egitto        | Tommaso Costa                                                                                             | Paride Pavoleri      | basso            |
| Amneris               | Eleonora Grossi                                                                                           | Maria Waldmann       | mezzosoprano     |
| Radames               | Pietro Mongini                                                                                            | Giuseppe Fancelli    | tenore           |
| Amonasro              | Francesco Steller                                                                                         | Francesco Pandolfini | baritono         |
| Ramfis                | Paolo Medini                                                                                              | Ormondo Maini        | basso            |
| Il messaggero         | Luigi Stecchi-Bottardi                                                                                    | Luigi Vistarini      | tenore           |
| Grande Sacerdotessa   | Marietta Allievi                                                                                          |                      | soprano          |
| Scene                 | Edouard Despléchin Jean-Baptiste Lavastre Auguste Rubé Philippe Chaperon, su bozzetti di Auguste Mariette |                      |                  |
| Costumi               | Henri de Montaut, con supervisione di Auguste Mariette                                                    |                      |                  |
| Coreografia           | Alexandre Simon Henri Fuchs                                                                               |                      |                  |
| Direttore di scena    | Carlo d'Ormeville                                                                                         |                      |                  |
| Maestro del coro      | G. Devasini                                                                                               |                      |                  |
| Direttore d'orchestra | Giovanni Bottesini                                                                                        | Franco Faccio        |                  |

## Trama
Durante una guerra, Aida, la figlia del re etiope, è stata fatta schiava e portata in Egitto, dove però nessuno conosce la sua vera identità. Durante la schiavitù ella si innamora del comandante delle truppe egiziane Radames che ricambia il suo amore.

### Atto I
Scena I: sala del Faraone a Menfi.
Aida, principessa e figlia del Re di Etiopia Amonasro, vive a Menfi come serva; gli Egizi l'hanno catturata durante una spedizione militare contro l'Etiopia, ignorando la sua vera identità e che suo padre ha organizzato un'incursione in Egitto per liberarla dalla prigionia. Ma fin dalla sua cattura, Aida è innamorata, ricambiata, del giovane guerriero Radamès, che sogna di comandare le truppe. Ha però una pericolosa rivale, Amneris, la figlia del Faraone d'Egitto. Giunta Aida, Amneris intuisce che la serva possa essere la fiamma di Radamès e falsamente la consola dal suo pianto. Appare il Faraone assieme agli ufficiali e al sommo sacerdote Ramfis che introduce un messaggero recante le notizie dal confine: gli etiopi stanno distruggendo tutto e stanno per marciare su Tebe. Aida è preoccupata: suo padre sta marciando contro l'Egitto. Il Faraone dichiara inoltre che Radamès è stato scelto da Iside come comandante dell'esercito che combatterà contro Amonasro. Il cuore di Aida è diviso tra l'amore per il padre e il suo paese e l'amore per Radamès.
Scena II: Interno del tempio di Vulcano a Menfi.
Cerimonie solenni e danza delle sacerdotesse. Investitura di Radamès come comandante in capo.

### Atto II
Scena I: Stanza di Amneris
Amneris riceve la sua schiava Aida e ingegnosamente la spinge a dichiarare il suo amore per Radamès, mentendole dicendo che egli è morto in battaglia; la reazione di Aida alla notizia la tradisce rivelando l'amore segreto per il guerriero. Amneris così la minaccia essendo la figlia del Faraone e potendo tutto a differenza della povera serva, ma con orgoglio Aida si lascia sfuggire che anche lei è di nobile rango, tuttavia si trattiene appena in tempo e chiede perdono. Risuonano da fuori le trombe della vittoria e Amneris obbliga la disperata Aida a vedere con lei il trionfo dell'Egitto e la sconfitta del suo popolo.
Scena II: Uno degli ingressi della città di Tebe.
Radamès torna vincitore e il Faraone decreta che egli potrà avere tutto quello che desidera. I prigionieri etiopi sono condotti alla presenza del Re; tra loro figura Amonasro e Aida accorre subito ad abbracciare il padre, ma Amonasro non viene riconosciuto e dichiara che il Re etiope è stato ucciso in battaglia: le loro vere identità rimangono quindi sconosciute agli Egizi. Animato dal suo amore per Aida, Radamès desidera che i prigionieri siano liberati e il Faraone, a lui grato, lo proclama suo successore al trono concedendogli la mano della figlia Amneris e fa inoltre rilasciare i prigionieri; su consiglio di Ramfis, fa però restare Aida e Amonasro come ostaggi per assicurare che gli etiopi non cerchino di vendicare la loro sconfitta.

### Atto III
Scena I: Le rive del Nilo, vicino al tempio di Iside.
Mentre Amneris prega nel tempio di Iside fuori dal palcoscenico, il Re etiope tenuto in ostaggio assieme ad Aida medita una vendetta per la sconfitta subita e costringe la figlia a farsi rivelare da Radamès la posizione dell'esercito egizio. Radamès ha solo apparentemente consentito di diventare il marito di Amneris e, fidandosi di Aida, durante la conversazione in cui decidono di fuggire insieme, le rivela per incauta confidenza le informazioni richieste dal padre. Rimasto nei paraggi origliando la conversazione, Amonasro rivela la sua identità e, all'arrivo delle guardie e di Amneris, fugge con Aida. Disperato per avere involontariamente tradito il suo Faraone e la sua patria, Radamès si consegna prigioniero al sommo sacerdote.

### Atto IV
Scena I: Sala nel palazzo del Faraone; andito a destra che conduce alla prigione di Radamès.
Volendo salvare Radamès di cui conosce l'innocenza, Amneris lo supplica di discolparsi, ma egli rifiuta. Radamès affronta il processo fuori dal palcoscenico; tace e non si difende, mentre Amneris, che rimane sul palco, si appella ai sacerdoti affinché gli mostrino pietà. Radamès viene condannato a morte per alto tradimento e sarà sepolto vivo. Mentre Radamès viene portato via Amneris maledice i sacerdoti.
Scena II: L'interno del tempio di Vulcano e la tomba di Radamès; la scena è divisa in due piani: il piano superiore rappresenta l'interno del tempio splendente d'oro e di luce, il piano inferiore un sotterraneo.
Sepolto vivo nel sotterraneo del tempio di Vulcano, Radamès crede di essere solo, ma pochi attimi dopo si accorge che Aida si è nascosta nella cripta per morire con lui. I due amanti accettano il loro terribile destino, confermano l'amore reciproco, dicono addio al mondo e alle sue pene e aspettano l'alba, mentre Amneris piange e prega sopra la loro tomba durante le cerimonie religiose e la danza di gioia delle sacerdotesse.

## Organico orchestrale

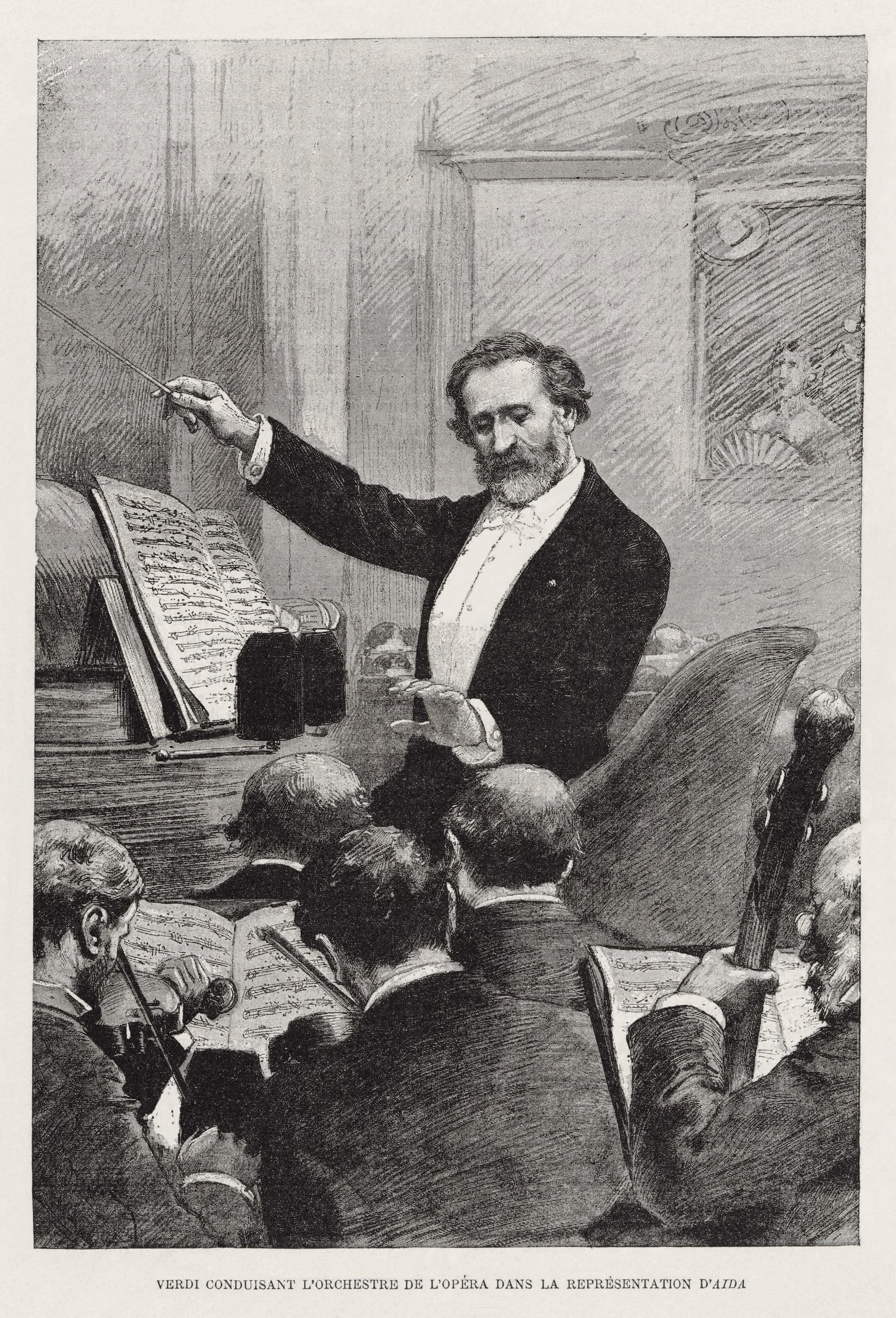
Ritratto di Verdi mentre dirige l'opera a Palais Garnier il 22 marzo 1880

La partitura di Verdi prevede l'utilizzo di:
- 3 flauti (III. anche ottavino), 2 oboi, corno inglese, 2 clarinetti, clarinetto basso, 2 fagotti
- 4 corni, 2 trombe, 3 tromboni, cimbasso
- timpani, triangolo, piatti, tam-tam, grancassa
- 2 arpe
- archi.

Da suonare sul palco o internamente:
- 2 arpe, 6 trombe egiziane, 4 trombe, 4 tromboni, grancassa, banda

## Numeri musicali

### Atto I
- 1 Preludio
- 2 Introduzione e Scena
  - Introduzione Sì: corre voce che l'Etiope ardisca (Ramfis, Radamès) Scena I
  - Recitativo Se quel guerrier io fossi! (Radamès) Scena I
  - Romanza Celeste Aida (Radamès) Scena I
  - Duetto Quale insolita gioia (Amneris, Radamès) Scena I
  - Terzetto Vieni, o diletta, appressati... (Amneris, Aida, Radamès) Scena I
  - Scena Alta cagion vi aduna (Re, Messaggero, Amneris, Aida, Radamès, Coro) Scena I
  - Pezzo d'assieme Su! del Nilo al sacro lido (Re, Amneris, Aida, Radamès, Ramfis, Sacerdoti, Ministri, Capitani, Coro) Scena I
- 3 Scena di Aida
  - Scena Ritorna vincitor!... (Aida) Scena I
- 4 Finale I
  - Scena della consacrazione Immenso Fthà, del mondo (Coro di Sacerdotesse e Sacerdoti) Scena II
  - Danza delle Sacerdotesse Scena II
  - Scena Mortal, diletto ai Numi, a te fidate (Ramfis) Scena II
  - Finale Nume, custode e vindice (Ramfis, Radamès) Scena II

### Atto II

Sequenza del Trionfo durante la prima dell'Aida nell'Arena di Verona il 10 agosto 1913

- 5 Introduzione, Coro, Scena e Duetto di Aida e Amneris
  - Coro Chi mai fra gl'inni e i plausi (Schiave) Scena I
  - Danza di giovani schiavi mori Scena I
  - Coro Vieni: sul crin ti piovano (Schiave, Amneris) Scena I
  - Scena Silenzio! Aida verso noi s'avanza... (Amneris) Scena I
  - Scena Fu la sorte dell'armi a' tuoi funesta (Amneris, Aida) Scena I
  - Duetto Amore! amore! Gaudio... tormento... (Aida, Amneris) Scena I
- 6 Finale II
  - Inno Gloria all'Egitto, ad Iside (Popolo, Donne, Sacerdoti) Scena II
  - Marcia trionfale Scena II
  - Ballabile Scena II
  - Coro Vieni, o guerriero vindice (Popolo) Scena II
  - Scena Salvator della patria, io ti saluto (Re, Radamès, Aida, Amneris, Amonasro, Coro) Scena II
  - Pezzo d'assieme Ma tu, Re, tu signore possente (Amonasro, Re, Radamès, Aida, Amneris, Ramfis, Prigionieri, Schiave, Sacerdoti, Popolo) Scena II
  - Stretta del Finale II Gloria all'Egitto, ad Iside (Popolo) Scena II

### Atto III
- 7 Introduzione, Preghiera, Coro e Romanza di Aida
  - Coro O tu che sei d'Osiride (Coro nel tempio) Scena unica
  - Scena Vieni d'Iside al tempio (Ramfis, Amneris) Scena unica
  - Recitativo Qui Radamès verrà... Che vorrà dirmi? (Aida) Scena unica
  - Romanza O cieli azzurri... o dolci aure native (Aida) Scena unica
- 8 Scena e Duetto di Aida e Amonasro
  - Scena Cielo! mio padre! (Aida, Amonasro) Scena unica
  - Duetto Rivedrai le foreste imbalsamate (Amonasro, Aida) Scena unica
- 9 Duetto di Aida e Radamès, Scena e Finale III
  - Duetto Pur ti riveggo, mia dolce Aida... (Radamès, Aida) Scena unica
  - Scena Ma, dimmi: per qual via (Aida, Radamès, Amonasro) Scena unica
  - Finale III Traditor! - La mia rival!... (Amneris, Aida, Amonasro, Radamès, Ramfis) Scena unica

### Atto IV

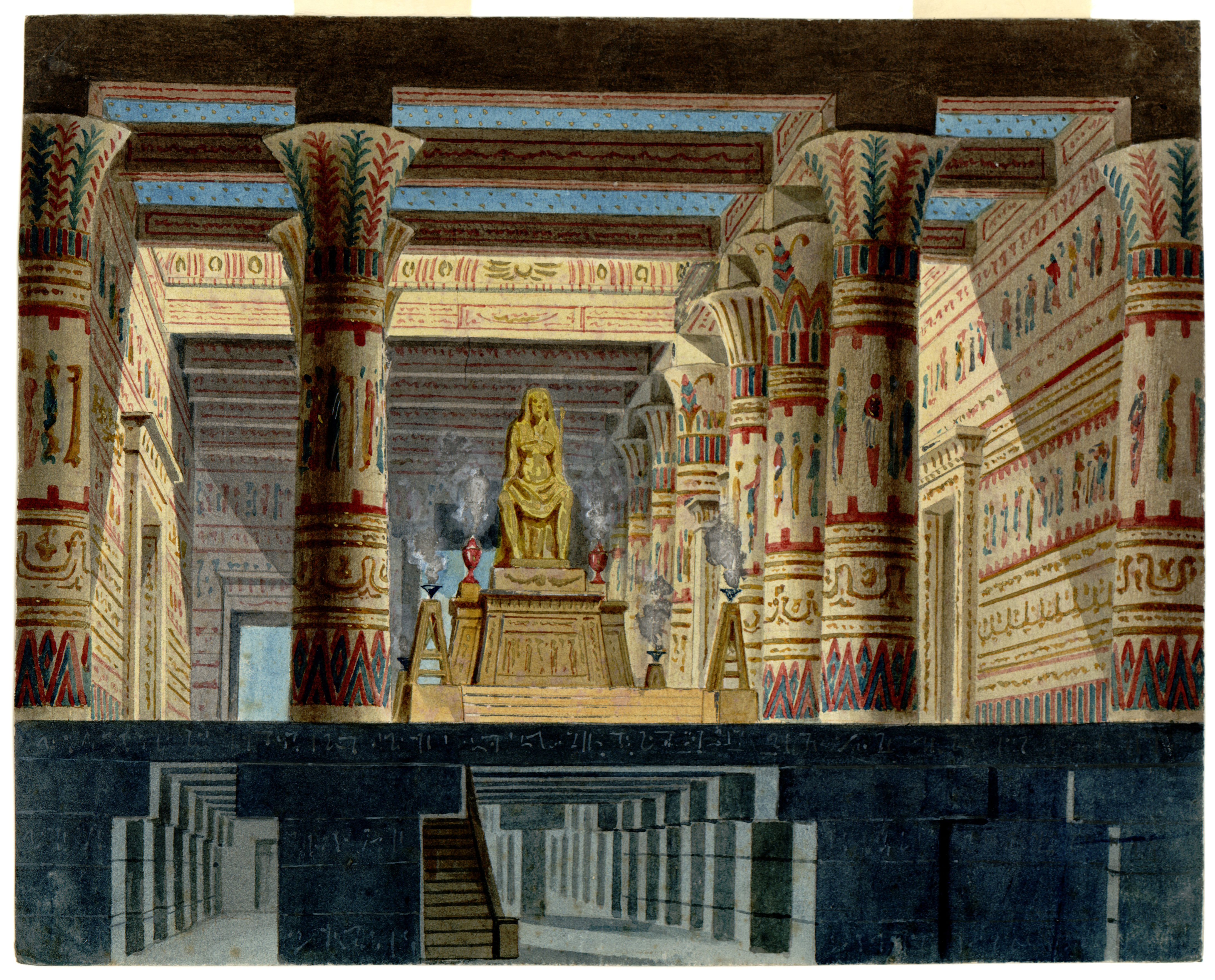
Tempio di Vulcano e sotterraneo, bozzetto per Aida atto 4 scena 2 (1872). Archivio Storico Ricordi

- 10 Scena e Duetto di Amneris e Radamès
  - Recitativo L'aborrita rivale a me sfuggia... (Amneris) Scena I
  - Scena Io l'amo... Io l'amo sempre... (Amneris) Scena I
  - Duetto Già i sacerdoti adunansi (Amneris, Radamès) Scena I
- 11 Scena del Giudizio
  - Recitativo Ohimè!... morir mi sento... Oh! chi lo salva? (Amneris) Scena I
  - Giudizio Spirto del Nume, sovra noi discendi! (Sacerdoti, Amneris, Ramfis, Coro) Scena I
- 12 Scena, Duetto e Finale ultimo
  - Scena La fatal pietra sovra me si chiuse... (Radamès, Aida) Scena II
  - Duetto e Finale Morir! sì pura e bella! (Radamès, Aida, Amneris, Sacerdoti, Sacerdotesse) Scena II

## Discografia (selezione)
| Anno | Cast (Aida, Amneris, Radamès, Amonasro, Ramfis)                                                    | Direttore            | Etichetta                  |
| ---- | -------------------------------------------------------------------------------------------------- | -------------------- | -------------------------- |
| 1928 | Giannina Arangi Lombardi, Maria Capuana, Aroldo Lindi, Armando Borgioli, Tancredi Pasero           | Lorenzo Molajoli     | Columbia                   |
| 1928 | Dusolina Giannini, Irene Minghini Cattaneo, Aureliano Pertile, Giovanni Inghilleri, Luigi Manfrini | Carlo Sabajno        | La voce del padrone        |
| 1946 | Maria Caniglia, Ebe Stignani, Beniamino Gigli, Gino Bechi, Tancredi Pasero                         | Tullio Serafin       | EMI                        |
| 1951 | Caterina Mancini, Giulietta Simionato, Mario Filippeschi, Rolando Panerai, Giulio Neri             | Vittorio Gui         | Cetra                      |
| 1952 | Renata Tebaldi, Ebe Stignani, Mario Del Monaco, Aldo Protti, Dario Caselli                         | Alberto Erede        | Decca Records              |
| 1955 | Zinka Milanov, Fedora Barbieri, Jussi Björling, Leonard Warren, Boris Christoff                    | Jonel Perlea         | RCA Victor                 |
| 1955 | Maria Callas, Fedora Barbieri, Richard Tucker, Tito Gobbi, Giuseppe Modesti                        | Tullio Serafin       | EMI                        |
| 1957 | Maria Curtis Verna, Miriam Pirazzini, Franco Corelli, Giangiacomo Guelfi                           | Angelo Questa        | Cetra                      |
| 1959 | Renata Tebaldi, Giulietta Simionato, Carlo Bergonzi, Cornell MacNeil, Arnold van Mill              | Herbert von Karajan  | Decca Records              |
| 1962 | Leontyne Price, Rita Gorr, Jon Vickers, Robert Merrill, Giorgio Tozzi                              | Georg Solti          | RCA Victor - Decca Records |
| 1967 | Birgit Nilsson, Grace Bumbry, Franco Corelli, Mario Sereni, Bonaldo Giaiotti                       | Zubin Mehta          | EMI                        |
| 1970 | Leontyne Price, Grace Bumbry, Plácido Domingo, Sherrill Milnes, Ruggero Raimondi                   | Erich Leinsdorf      | RCA Victor                 |
| 1974 | Montserrat Caballé, Fiorenza Cossotto, Plácido Domingo, Piero Cappuccilli, Nicolaj Ghiaurov        | Riccardo Muti        | EMI                        |
| 1979 | Mirella Freni, Agnes Baltsa, José Carreras, Piero Cappuccilli, Ruggero Raimondi                    | Herbert von Karajan  | EMI                        |
| 1983 | Katia Ricciarelli, Elena Obraztsova, Plácido Domingo, Leo Nucci, Nicolaj Ghiaurov                  | Claudio Abbado       | Deutsche Grammophon        |
| 1985 | Maria Chiara, Ghena Dimitrova, Luciano Pavarotti, Leo Nucci, Paata Burchuladze                     | Lorin Maazel         | Decca Records              |
| 1990 | Aprile Millo, Dolora Zajick, Plácido Domingo, James Morris, Samuel Ramey                           | James Levine         | Sony                       |
| 1995 | Maria Dragoni, Krirtjan Jóhannsson, Barbara Dever, Mark Ruker, Francesco Ellero d'Artegna          | Rico Saccani         | Naxos                      |
| 2001 | Cristina Gallardo-Domas, Olga Borodina, Vincenzo La Scola, Thomas Hampson, Matti Salminen          | Nikolaus Harnoncourt | Teldec                     |
| 2015 | Anja Harteros, Ekaterina Semenchuk, Jonas Kaufmann, Ludovic Tézier, Erwin Schrott                  | Antonio Pappano      | Warner Classics            |

## Videografia
| Anno | Cast (Aida, Radamès, Amneris, Amonasro, Ramfis, Re)                                                        | Direttore                   | Regia                  | Etichetta           |
| ---- | --- | --------------------------- | ---------------------- | ------------------- |
| 1961 | Gabriella Tucci, Mario del Monaco, Giulietta Simionato, Aldo Protti, Paolo Washington, Silvano Pagliuca    | Franco Capuana              | non indicata           | VAI                 |
| 1966 | Leyla Gencer, Carlo Bergonzi, Fiorenza Cossotto, Anselmo Colzani, Bonaldo Giaiotti, Franco Pugliese        | Franco Capuana              | Herbert Graf           | Rai                 |
| 1973 | Orianna Santunione, Carlo Bergonzi, Fiorenza Cossotto, Gianpiero Mastromei, Ivo Vinco, Franco Pugliese     | Oliviero De Fabritiis       | Luigi Squarzina        | VAI                 |
| 1981 | Margaret Price, Luciano Pavarotti, Stefania Toczyska, Simon Estes, Kurt Rydl, Kevin Langan                 | Garcia Navarro              | Sam Wanamaker          | Warner              |
| 1985 | Maria Chiara, Luciano Pavarotti, Ghena Dimitrova, Juan Pons, Nicolaj Ghiaurov, Paata Burchuladze           | Lorin Maazel                | Luca Ronconi           | Digital Classics    |
| 1987 | Mirella Freni, Plácido Domingo, Stefania Toczyska, Ingvar Wixell, Nicolaj Ghiaurov, David Langan           | Emil Tchakarov              | Pier Luigi Pizzi       | Better Opera        |
| 1989 | Aprile Millo, Plácido Domingo, Dolora Zajick, Sherrill Milnes, Paata Burchuladze, Dimitri Kavrakos         | James Levine                | Sonja Frisell          | Deutsche Grammophon |
| 1992 | Maria Chiara, Kristján Jóhannsson, Dolora Zajick, Juan Pons, Nikola Gjuzelev, Carlo Striuli                | Nello Santi                 | Gianfranco De Bosio    | Arthaus             |
| 1994 | Cheryl Studer, Dennis O'Neill, Luciana D'Intino, Alexandru Agache, Robert Lloyd, Mark Beesley              | Edward Downes               | Elijah Moshinsky       | Opus Arte           |
| 1999 | Fiorenza Cedolins, Walter Fraccaro, Dolora Zajick, Vittorio Vitelli, Giacomo Prestia, Carlo Striuli        | Daniel Oren                 | Gianfranco De Bosio    | Brilliant           |
| 2001 | Adina Aaron, Scott Piper, Kate Aldrich, Giuseppe Garra, Enrico Giuseppe Iori, Paolo Pecchioli              | Massimiliano Stefanelli     | Franco Zeffirelli      | Arthaus             |
| 2003 | Daniela Dessì, Fabio Armiliato, Elisabetta Fiorillo, Juan Pons, Roberto Scandiuzzi, Stefano Palatchi       | Miguel Ángel Gómez Martínez | José Antonio Gutierrez | Opus Arte           |
| 2004 | Eszter Sümegi, Kostadin Andreev, Cornelia Helfricht, Igor Morosov, Pièr Dalàs, Janusz Monarcha             | Ernst Märzendofer           | Robert Herzl           | EuroArts            |
| 2004 | Norma Fantini, Marco Berti, Ildiko Komlosi, Mark Doss, Orlin Anastasov, Guido Jentjens                     | Kazushi Ono                 | Robert Wilson          | Opus Arte           |
| 2006 | Nina Stemme, Salvatore Licitra, Luciana D'Intino, Juan Pons, Matti Salminen, Günther Groissböck            | Ádám Fischer                | Nicolas Joël           | Bel Air             |
| 2006 | Violeta Urmana, Roberto Alagna, Ildikó Komlósi, Carlo Guelfi, Giorgio Giuseppini, Marco Spotti             | Riccardo Chailly            | Franco Zeffirelli      | Decca Records       |
| 2009 | Violeta Urmana, Johan Botha, Dolora Zajick, Carlo Guelfi, Roberto Scandiuzzi, Stefan Kocan                 | Daniele Gatti               | Stephen Pickover       | Decca Records       |
| 2010 | Tatiana Serjan, Rubens Pelizzari, Iano Tamar, Iain Peterson, Tigran Martirossian, Kevin Short              | Carlo Rizzi                 | Graham Vick            | Unitel Classica     |
| 2011 | Hui He, Marco Berti, Luciana D'Intino, Ambrogio Maestri, Giacomo Prestia, Roberto Tagliavini               | Zubin Mehta                 | Ferzan Özpetek         | Arthaus             |
| 2013 | Hui He, Fabio Sartori, Giovanna Casolla, Ambrogio Maestri, Adrian Sampetrean, Roberto Tagliavini           | Omer Meir Wellber           | La Fura dels Baus      | Bel-Air Classique   |
| 2013 | Hui He, Marco Berti, Andrea Ulbrich, Ambrogio Maestri, Francesco Ellero D'Artegna, Roberto Tagliavini      | Daniel Oren                 | Gianfranco De Bosio    | Opus Arte           |
| 2013 | Susanna Branchini, Walter Fraccaro, Mariana Pentcheva, Alberto Gazale, George Andguladze, Carlo Malinverno | Antonino Fogliani           | Joseph Franconi Lee    | C Major             |
| 2015 | Kristin Lewis, Fabio Sartori, Anita Rachvelishvili, George Gagnidze, Matti Salminen, Carlo Colombara       | Zubin Mehta                 | Peter Stein            | Unitel Classica     |

## Cinema
Nel 1953 fu prodotto Aida, trasposizione cinematografica dell'opera diretta da Clemente Fracassi, con Sophia Loren nel ruolo di Aida e con la voce di Renata Tebaldi.
All'opera è liberamente ispirato anche Aida degli alberi, film d'animazione del 2001 prodotto dalla Lanterna Magica con la regia di Guido Manuli e la voce di Olivia Manescalchi.